# Игловиков, Владилен Григорьевич
Владилен Григорьевич Игловиков (06.10.1933-28.04.1994) — российский учёный в области луговодства и кормопроизводства, член-корреспондент РАСХН (1991).

## Биография
Родился в Тобольске. Окончил Московскую сельскохозяйственную академию им. К. А. Тимирязева (1956).
- 1956—1959 агроном-плановик, главный агроном Новозаимской МТС, с 1958 и. о. начальника районной инспекции по сельскому хозяйству Тюменской обл.
- 1959—1963 аспирант кафедры луговодства, с 1962 и. о. старшего научного сотрудника н.-и. сектора МСХА,
- 1963—1964 учёный секретарь по лугам и пастбищам отделения земледелия ВАСХНИЛ.

В 1964—1994 гг. старший научный сотрудник, заведующий отделом луговодства, заместитель директора по научной работе, с 1986 директор ВНИИ кормов им. В. Р. Вильямса.
Доктор с.-х. наук, профессор, член-корреспондент РАСХН (1991). 
Автор научных работ в области луговодства и кормопроизводства. 
Заслуженный деятель науки Российской Федерации. Награжден орденами и медалями.
Публикации:
- Опыт создания культурных пастбищ / соавт. М. Н. Тарасова. — М.: Моск. рабочий, 1966. — 68 с.
- Удобрение сенокосов и пастбищ / соавт. Д. В. Якушев. — М.: Россельхозиздат, 1973. — 54 с.
- Повышение качества и эффективности использования кормов / соавт.: А. И. Ольяшев и др. — М., 1983. — 317 с.
- Справочник по кормопроизводству. Ч. 1. Геоботаника, полевое и луговое кормопроизводство / соавт.: Б. П. Михайличенко и др.; Всерос. НИИ кормов им. В. Р. Вильямса. — 3-е изд., перераб. и доп. — М., 1993. — 219 с.
- Справочник по кормопроизводству. Ч. 2. Семеноводство кормовых культур, защита растений, технология производства, хранения и использования кормов / соавт.: Б. П. Михайличенко и др.; Всерос. НИИ кормов им. В. Р. Вильямса. — 3-е изд., перераб. и доп. — М., 1994. — 195 с.